# August Josef Bělohoubek

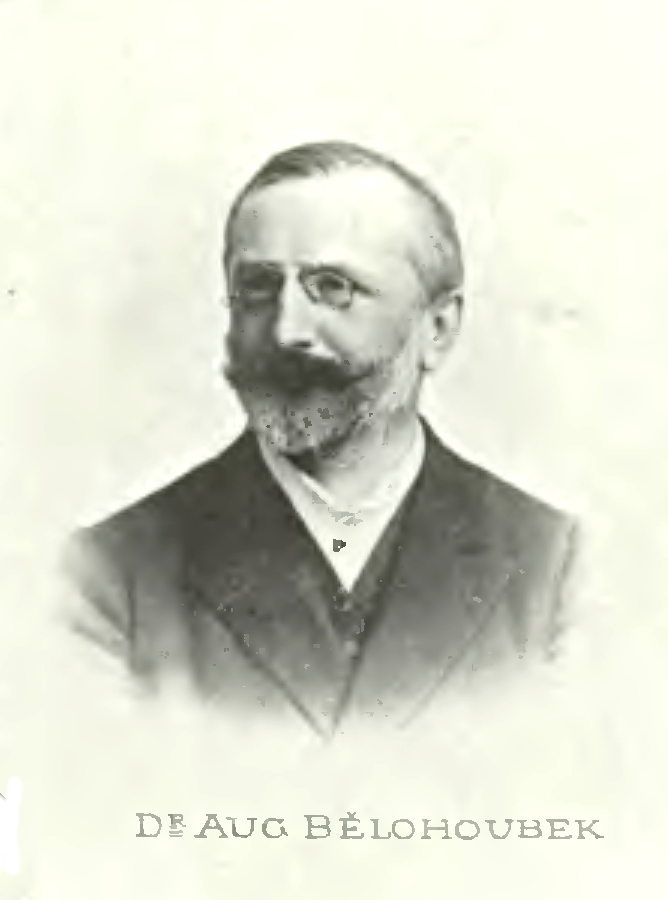
August Josef Bělohoubek

August Josef Bělohoubek (* 2. Mai 1847 in Jeřice; † 8. Mai 1908) war ein tschechischer pharmazeutischer Chemiker.
In Prag wurde er außerordentlicher Professor an der philosophischen Fakultät der tschechischen Universität. Beerdigt ist er auf dem Vyšehrad Friedhof in Prag. Sein Bruder war der Chemiker Antonín Bělohoubek.

## Veröffentlichungen
- Berichtigung einiger falscher Angaben über Entstehung von Chloroform im Anzeiger der kaiserl. Akademie der Wissenschaften in Wien; 1872